# Flamingo
Flamingo (Phoenicopterus) este un gen de păsări de mal din familia Phoenicopteridae, care este singura familie existentă din ordinul Phoenicopteriformes. Există patru specii de flamingo distribuite în America (inclusiv în Caraibe) și două specii originare din Afro-Eurasia.

## Etimologie
Numele flamingo provine din portughezul sau spaniolul flamengo („de culoarea flăcării”), care, la rândul său, provine din provensalul flamenc – o combinație între flama („flacără”) și sufixul germanic -ing. Cuvântul poate să fi fost influențat și de etnonimul spaniol flamenco („flamand”). Numele genului, Phoenicopterus, este din grecescul φοινικόπτερος phoinikopteros, lit. „pene roșii”; alte nume de gen includ Phoeniconaias, care înseamnă „naiadă roșie”, și Phoenicoparrus, care înseamnă „pasăre roșie”.
În limba română „flamingo” provine din germanul flamingo.

## Caracterstici
Toate speciile de flamingo sunt foarte asemănătoare între ele. Au picioare lungi și subțiri, gât lung și penaj roz. Stând în picioare, flamingo au o înălțime de 90 până la 155 cm. Dimorfismul sexual este scăzut, sexele sunt colorate la fel, dar în medie, masculii sunt puțin mai mari decât femelele. În raport cu dimensiunea corpului, au gât și picioare mai lungi decât orice altă pasăre. Capul este foarte mic în raport cu mărimea corpului, la fel ca și picioarele. La flamingo roz, chilian și pitic, primul deget de la picior este îndreptat spre spate, iar celelalte trei înainte (anizodactil); flamingilor andini și James le lipsește primul deget (tridactil). 
Flamingii stau de obicei într-un picior, cu celălalt ascuns sub corp. Motivul acestui comportament nu este pe deplin înțeles. O teorie este că statul pe un picior permite păsărilor să conserve mai multă căldură corporală, având în vedere că petrec o cantitate semnificativă de timp în apă rece. Cu toate acestea, comportamentul are loc și în apă caldă și este observat și la păsările care nu stau de obicei în apă. Un studiu pe cadavre a arătat că poziția cu un singur picior poate fi ținută fără nici o activitate musculară, în timp ce flamingii vii demonstrează o balansare substanțială a corpului într-o postură cu un singur picior.

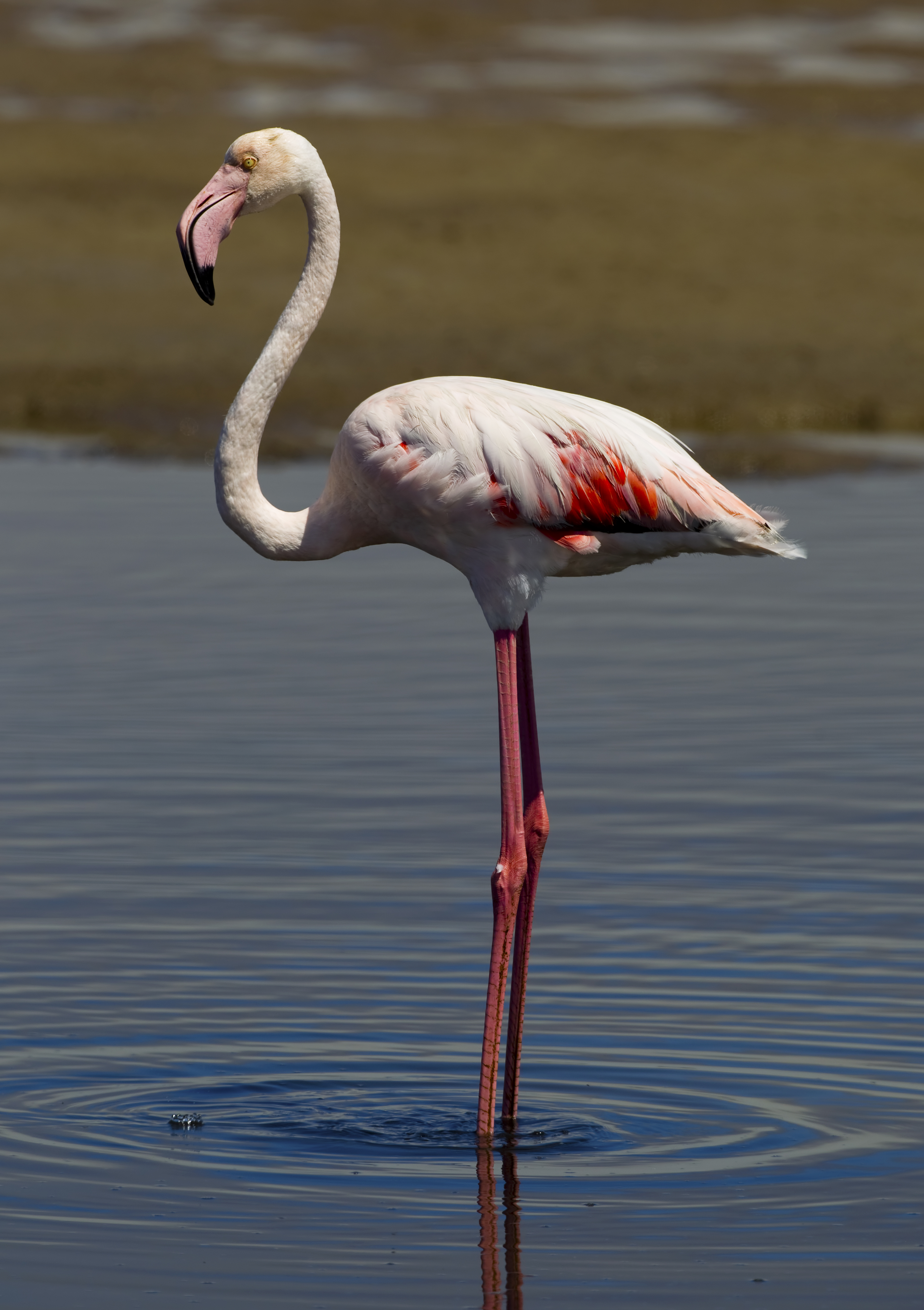
Flamingo roz

Flamingii sunt capabili de zbor, iar flamingii în captivitate necesită adesea tăierea aripilor pentru a preveni scăparea. O pereche de flamingo africani cărora nu li se tăiaseră aripile au scăpat din grădina zoologică din Wichita, Kansas, în 2005. Unul a fost văzut în Texas 14 ani mai târziu.
Culoarea roz a penajului se datorează aportului de beta-caroten obținut din hrană. Acesta este în principal conținut în algele planctonice. Organismul flamingo poate converti aceste carotenoide cu ajutorul enzimelor din ficat; aceasta produce mai mulți pigmenți, în special cantaxantina, care este stocată în pielea și penele adulților flamingo. Un flamingo bine hrănit și sănătos are o culoare mai vibrantă, deci este un partener mai dezirabil; un flamingo alb sau palid este de obicei bolnav sau subnutrit .Flamingii captivi sunt o excepție notabilă; pot deveni roz pal dacă nu sunt hrăniți cu caroten la niveluri comparabile cu cele din sălbaticie. Puii au penaj gri cu puțin sau deloc pigment roz. 
Un alt semn distinctiv al flamingo este ciocul curbat în jos, pe care îl folosesc — cu capul în jos — pentru a filtra planctonul din apă sau noroi. Marginile ciocului sunt acoperite cu lamele fine, care împreună cu limba formează un aparat de filtrare ce îndeplinește o funcție asemănătoare cu fanoanele balenelor.
Flamingo roz este cea mai înaltă dintre cele șase specii diferite de flamingo, având o înălțime de 1,2 până la 1,4 metri cu o greutate de până la 3,5 kg, iar cea mai scundă specie de flamingo (flamingo pitic) are o înălțime de 0,8 m și cântărește 2,5 kg. Flamingo poate avea o anvergură a aripilor de la 94 cm până la 1,50 metri.

## Taxonomie
Familia Phoenicopteridae a fost introdusă de zoologul francez Charles Lucien Bonaparte în 1831, cu Phoenicopterus ca genul tip.
În mod tradițional, Ciconiiformes cu picioare lungi, probabil un ansamblu parafiletic, au fost considerați rudele cele mai apropiate ale flamingo, iar familia a fost inclusă în ordin. De obicei, ibișii și lopătarii erau considerate rudele lor cele mai apropiate în cadrul acestui ordin. Studiile genetice anterioare, cum ar fi cele ale lui Charles Sibley și colegii, au susținut, de asemenea, această relație.
Au fost luate în considerare și relațiile cu păsările de apă, mai ales că flamingo sunt parazitați de păduchii din genul Anaticola, care altfel se găsesc exclusiv pe rațe și gâște. O lucrare din 2002 a concluzionat că sunt păsări limicole,  dar un studiu cuprinzător din 2014 al ordinelor păsărilor a constatat că flamingo și corcodeii nu sunt păsări de apă, ci mai degrabă fac parte din Columbea, împreună cu porumbeii, pteroclidiformele și mesitornithidae.

### Filogenie
Flamingo existenți:
|  | P. chilensis (Flamingo chilian)                                                           |
|  |                                                                                           |
|  | \| \| P. roseus (Flamingo roz) \| \| \| \| \| \| P. ruber (Flamingo american) \| \| \| \| |
|  |                                                                                           |
|  | P. roseus (Flamingo roz)                                                                  |
|  |                                                                                           |
|  | P. ruber (Flamingo american)                                                              |
|  |                                                                                           |

|  | P. roseus (Flamingo roz)     |
|  |                              |
|  | P. ruber (Flamingo american) |
|  |                              |

|                | Phoeniconaias minor (Flamingo pitic)                                                           |
|                |                                                                                                |
| Phoenicoparrus | \| \| P. andinus (Flamingo andin) \| \| \| \| \| \| P. jamesi (Flamingo lui James) \| \| \| \| |
|                | \| \| P. andinus (Flamingo andin) \| \| \| \| \| \| P. jamesi (Flamingo lui James) \| \| \| \| |
|                | P. andinus (Flamingo andin)                                                                    |
|                |                                                                                                |
|                | P. jamesi (Flamingo lui James)                                                                 |
|                |                                                                                                |

|  | P. andinus (Flamingo andin)    |
|  |                                |
|  | P. jamesi (Flamingo lui James) |
|  |                                |

|  | P. chilensis (Flamingo chilian)                                                           |
|  |                                                                                           |
|  | \| \| P. roseus (Flamingo roz) \| \| \| \| \| \| P. ruber (Flamingo american) \| \| \| \| |
|  |                                                                                           |
|  | P. roseus (Flamingo roz)                                                                  |
|  |                                                                                           |
|  | P. ruber (Flamingo american)                                                              |
|  |                                                                                           |

|  | P. roseus (Flamingo roz)     |
|  |                              |
|  | P. ruber (Flamingo american) |
|  |                              |

|                | Phoeniconaias minor (Flamingo pitic)                                                           |
|                |                                                                                                |
| Phoenicoparrus | \| \| P. andinus (Flamingo andin) \| \| \| \| \| \| P. jamesi (Flamingo lui James) \| \| \| \| |
|                | \| \| P. andinus (Flamingo andin) \| \| \| \| \| \| P. jamesi (Flamingo lui James) \| \| \| \| |
|                | P. andinus (Flamingo andin)                                                                    |
|                |                                                                                                |
|                | P. jamesi (Flamingo lui James)                                                                 |
|                |                                                                                                |

|  | P. andinus (Flamingo andin)    |
|  |                                |
|  | P. jamesi (Flamingo lui James) |
|  |                                |

### Specii
Șase specii de flamingo existente sunt recunoscute de majoritatea surselor și au fost plasate anterior într-un singur gen (au caracteristici comune)  – Phoenicopterus. Ca urmare a unei publicații din 2014, familia a fost reclasificată în două genuri. În prezent, familia are trei genuri recunoscute, conform HBW (Handbook of the Birds of the World).
| Imagine | Specie                                      | Locație geografică |
| ------- | ------------------------------------------- | --- |
|         | Flamingo roz (Phoenicopterus roseus)        | Părți din Africa, Europa de sud și Asia de sud și sud-vest (cele mai răspândite flamingo).                            |
|         | Flamingo pitic (Phoeniconaias minor)        | Africa (de ex. Valea Marelui Rift, India de nord-vest.                                                                |
|         | Flamingo chilian (Phoenicopterus chilensis) | Sudul Americii de Sud                                                                                                 |
|         | Flamingo lui James (Phoenicoparrus jamesi)  | Anzi în Peru, Chile, Bolivia și Argentina.                                                                            |
|         | Flamingo andin (Phoenicoparrus andinus)     | Anzi în Peru, Chile, Bolivia și Argentina.                                                                            |
|         | Flamingo american (Phoenicopterus ruber)    | Insulele Caraibe, Mexic, sudul Floridei, Belize, coasta Columbiei, nordul Braziliei, Venezuela și Insulele Galápagos. |

## Distribuție și habitat

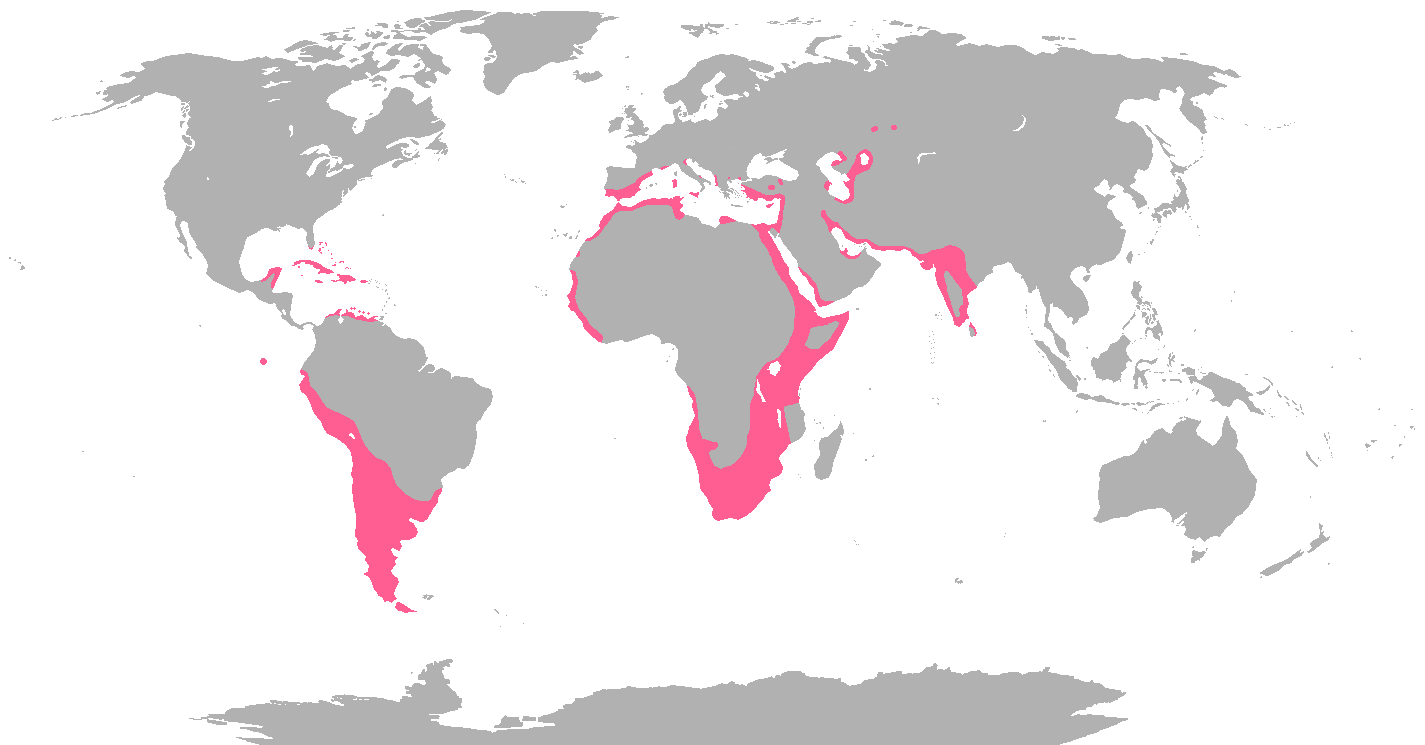
Arealul flamingo

Deși flamingo este adesea confundat cu păsări din regiunile tropicale, calde, ele pot fi găsite și în zonele temperate și reci, în special în emisfera sudică. Flamingo este cel mai frecvent în Africa și în America de Sud și Centrală; în Asia apariția variază de la Anatolia prin Iran până în vestul Indiei. Coloniile cele mai mari din Europa se găsesc în Spania (de exemplu, Coto de Doñana), sudul Franței (Camargue), Sardinia și Grecia.
Începând cu anii 1980, flamingo a fost observat și în nordul Franței, Țările de Jos, Danemarca și Germania. Deoarece flamingii roz sunt foarte rar observați la mai mult de 500 de kilometri nord de coasta Mediteranei, pare sigur că ei provin din captivi scăpați. În Zwillbrocker Venn, o zonă umedă de la granița germano-olandeză, există o mică colonie de reproducere de flamingo roz și chilian, care este cea mai nordică colonie de flamingo din lume.
Habitatul ideal pentru flamingo sunt lacurile alcaline sau sărate. Unele dintre aceste ape au niveluri ridicate de cloruri, carbonați de sodiu, sulfați sau fluoruri. Aproape nici o altă vertebrată nu poate trăi în astfel de condiții; flamingo filtrează apa și se hrănește cu puținele organisme care tolerează acest mediu. Nu toate lacurile care găzduiesc flamingo sunt atât de extreme. În special pentru speciile mari, există o corelație între lipsa peștilor și prezența flamingilor.  Peștii sunt concurenți alimentari pentru flamingo; acolo unde peștele este din belșug, flamingo lipsește. Această interacțiune joacă un rol mai mic la speciile mai mici de flamingo, deoarece acestea se hrănesc în principal cu diatomee și cianobacterii.
Înălțimile la care se găsesc flamingo sunt, de asemenea, extreme. În Anzi, flamingo încă se reproduce la altitudini de 3500 până la 4700 de metri. Ei petrec iarna pe Altiplano, unde temperaturile pot scădea până la -30 °C noaptea.

## Galerie

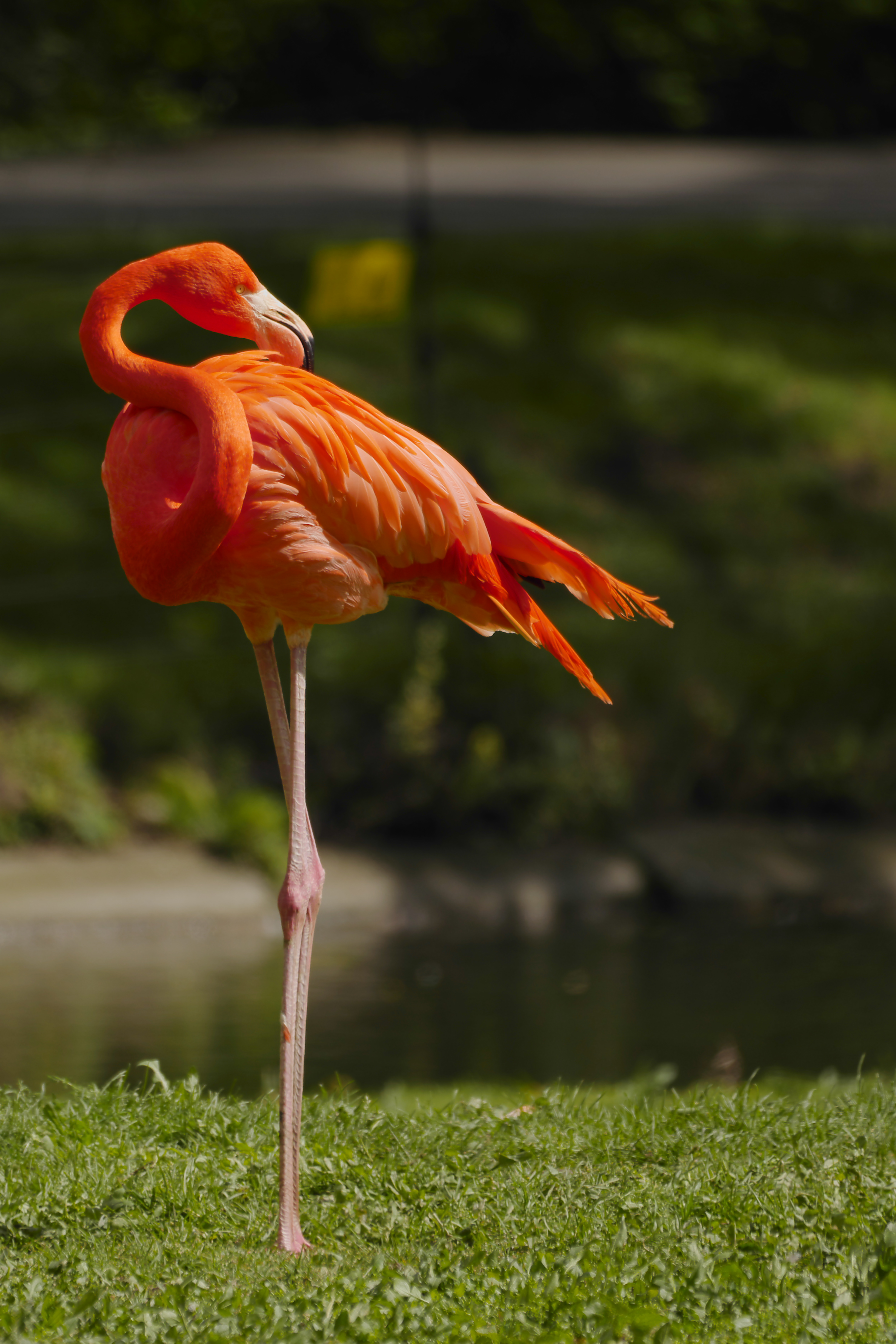
Flamingo american
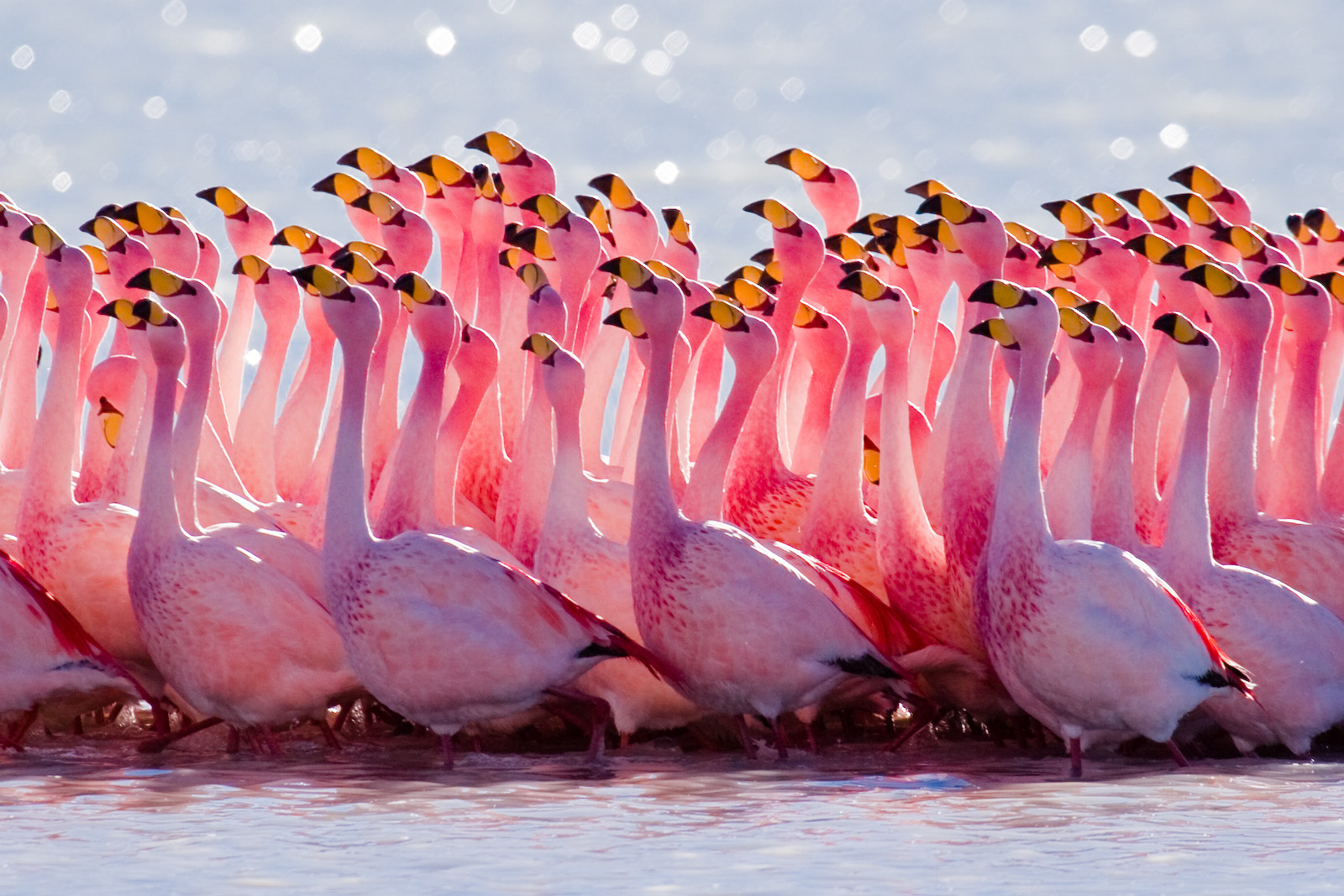
Ritual flamingo lui James
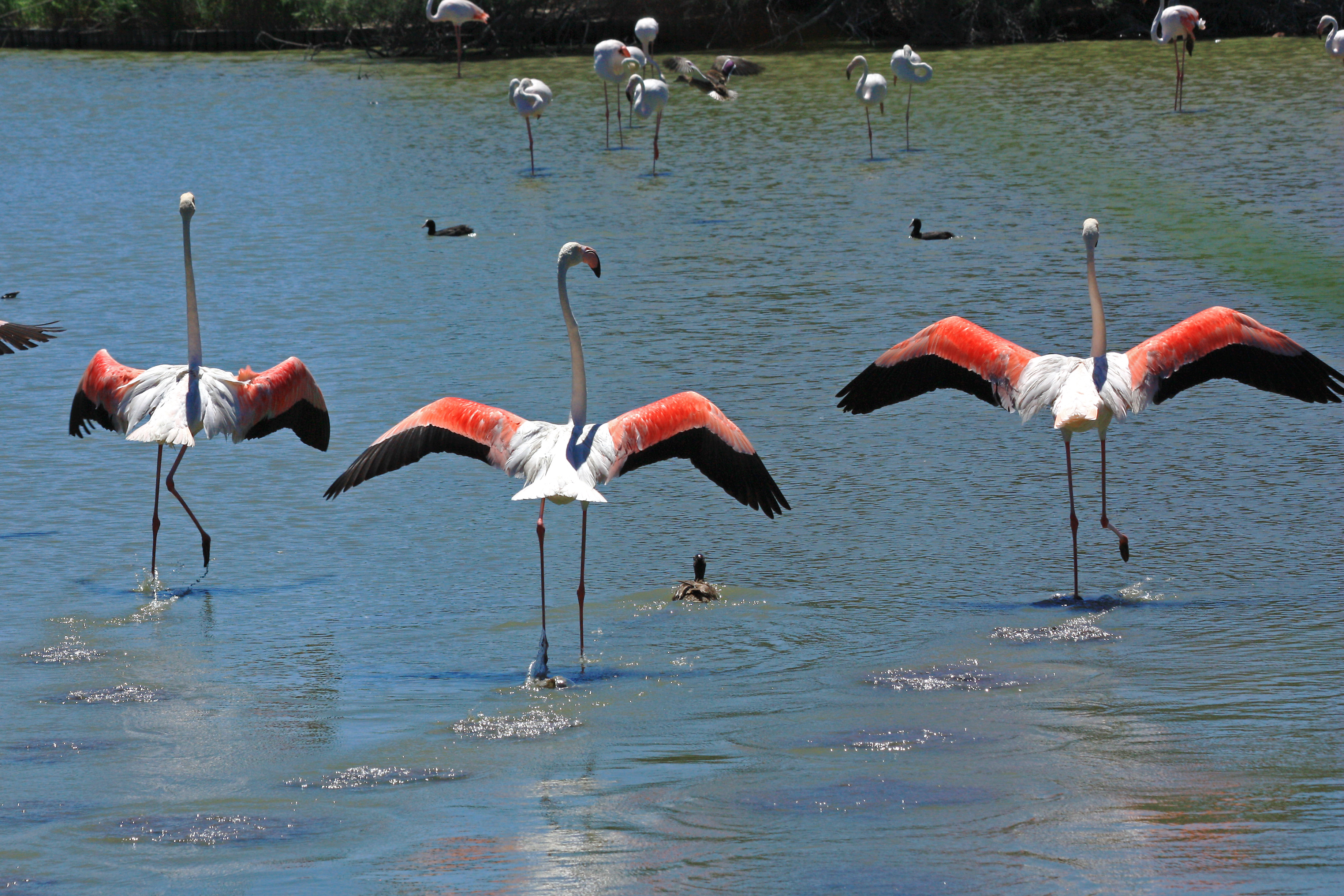
Flamingo roz
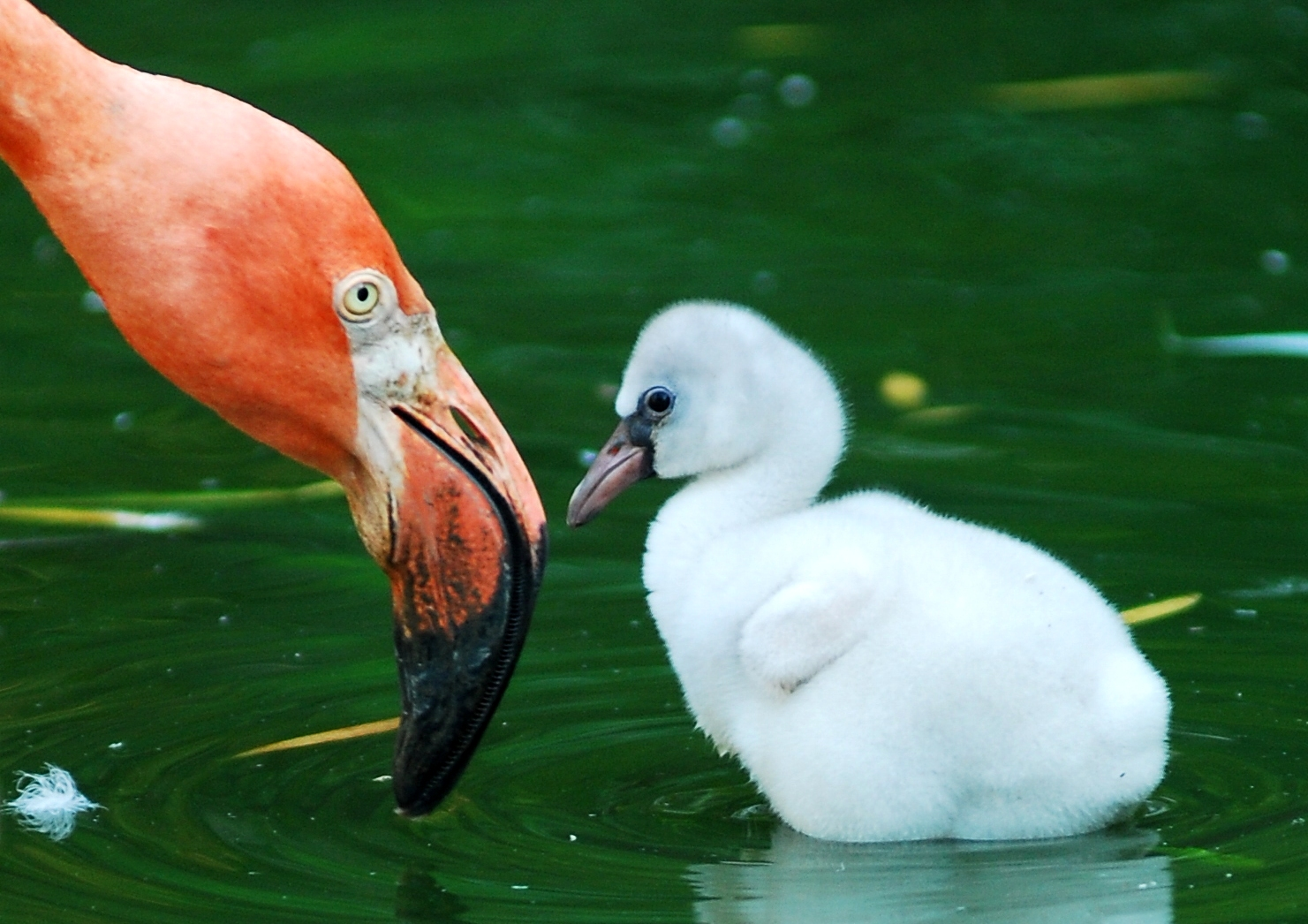
Pui de flamingo american
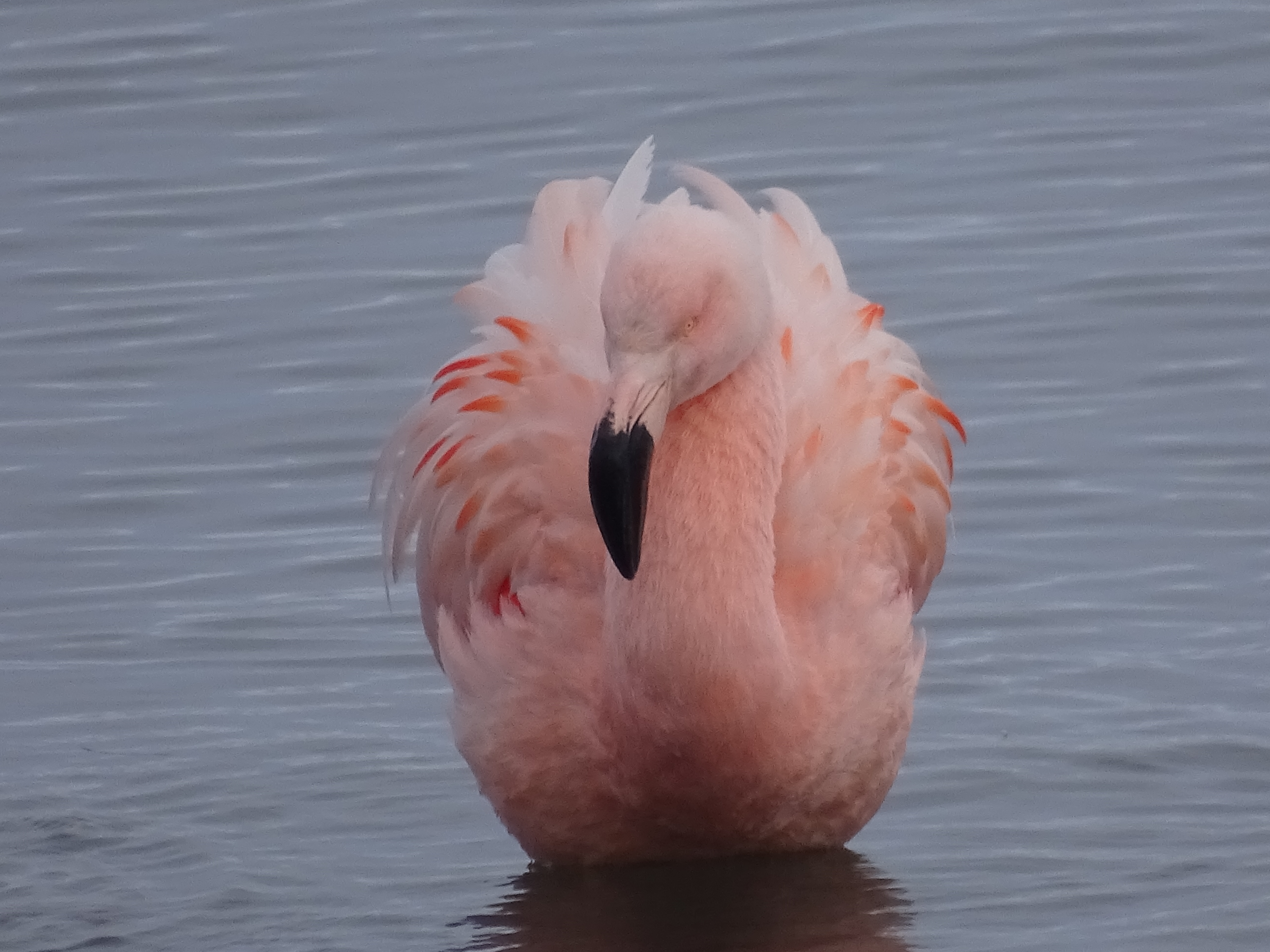
Flamingo chilian
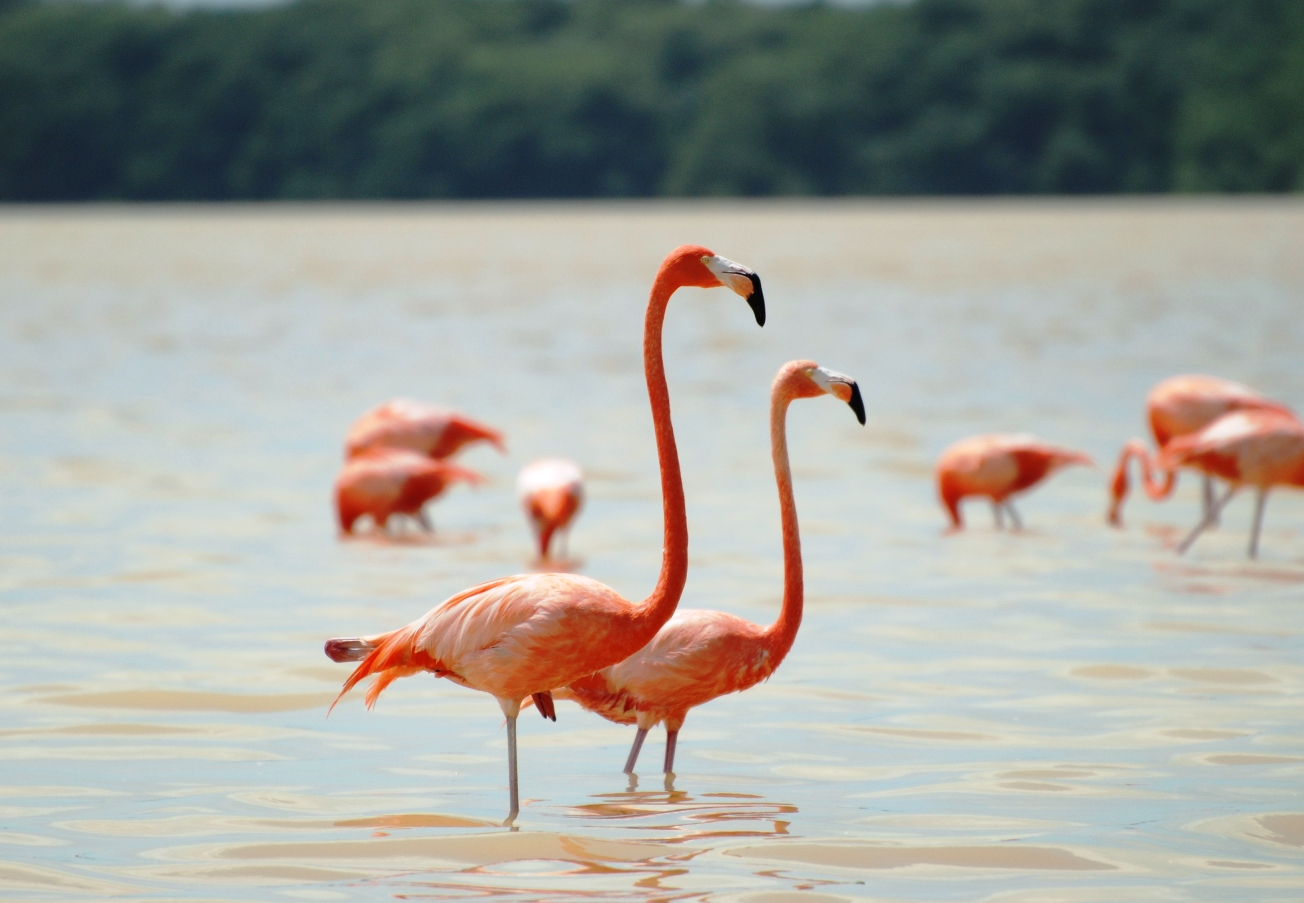
Flamingo american
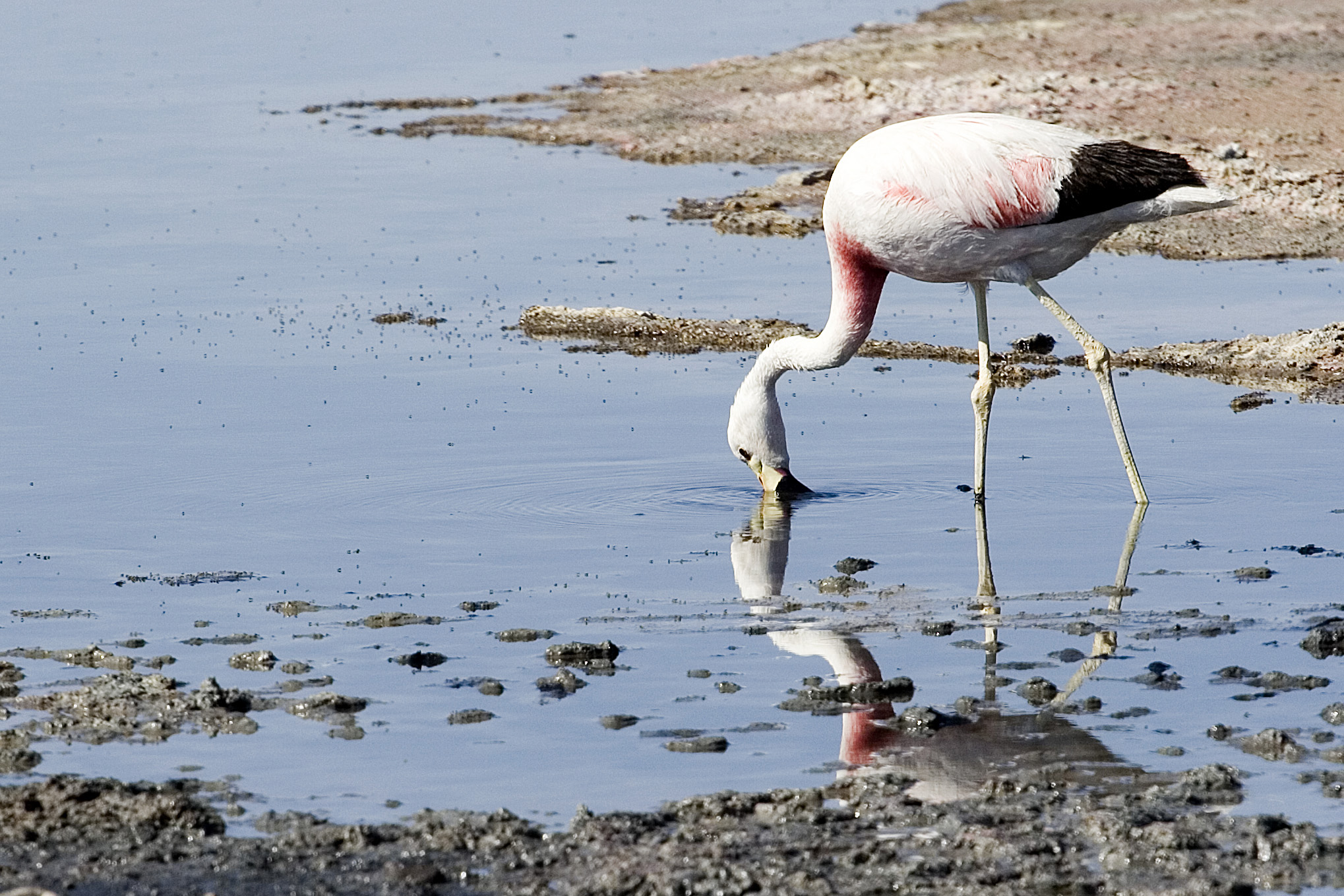
Flamingo andin